# Festuca nandadevica
Festuca nandadevica là một loài thực vật có hoa trong họ Hòa thảo. Loài này được Hajra mô tả khoa học đầu tiên năm 1983.